# Ruzyně

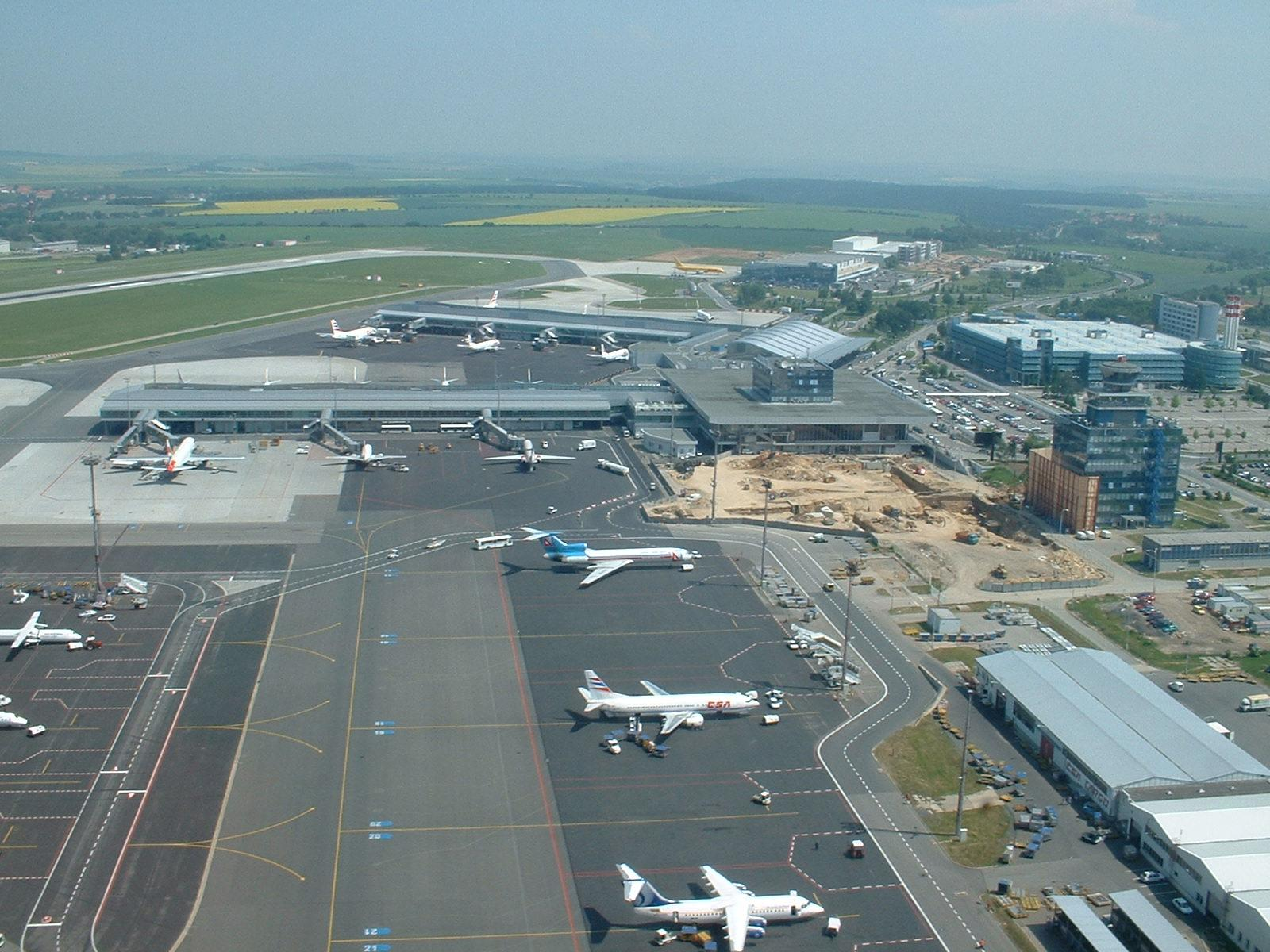
Letiště Ruzyně, stavba nového terminálu

Ruzyně (německy Rusin) je městská čtvrť a katastrální území hlavního města Prahy, součást městské části, obvodu a správního obvodu Praha 6. Před připojením k Praze roku 1960 byla samostatnou obcí. Rozlohou 15 km² je po Horních Počernicích druhou největší pražskou čtvrtí. Část zástavby staré Ruzyně s cennými příklady lidové architektury je od roku 1995 chráněna jako vesnická památková rezervace.

## Původ názvu
K roku 993 zaznamenán tvar „Ruzen“, 1262 – „Ruzin“, 1785 – „Russině“. Etymologie názvu není zcela jasná. Podle jedné z verzí, původně to bylo „Ruzenj“ = „Ruznův dvůr“ od osobního jména „Ruzen“ s významem „zarmoucený“.
Název Ruzín byl přijat za úřední roku 1854, podoba Ruzyně roku 1886. Kratší tvar Ruzyň se v publicistice vyskytuje, ale je považován za příznakový, lidový, ne-li ještě nižší, a odporující mluvnici spisovné češtiny, nicméně odpovídá podobám před standardizací. Antonín Profous v roce 1951 zmiňuje jako obdobu i lidový tvar Bechyň pro Bechyni, zatímco u Čkyně nebo Bavoryně jsou méně pravděpodobné. Existuje skupina substantiv kolísajících mezi vzory „růže“ a „píseň“, např. báje/báj nebo kuchyně/kuchyň. Ať už standardizační úpravu hodnotíme jakkoli, podle Josefa Šimandla a Českého národního korpusu není důvod pochybovat, že se v naprosté převaze vžila. U jména osady, kde jsou dva celostátně známé objekty (od roku 1936 věznice, od roku 1937 hlavní civilní letiště) má totiž místní úzus jen velmi malou váhu, spisovná podoba byla navíc popularizována zařazením mezi vyjmenovaná slova. Naprostá většina lidí, kteří o Ruzyni mluví nebo píší, nikdy neměla jazykový kontakt s usedlíky z Ruzyně a okolí, místní úzus však mohl spolupůsobit při utváření slangu. V jednotném čísle jsou diferenčními pády dublet typu růže/píseň prakticky jen nominativ a akuzativ, nedostatek rozdílů mezi dubletními paradigmaty je zejména u místních jmen častým zdrojem nejistoty a chyb.

## Historie
Ruzyně (Ruzyň, Ruzíň, Ruzeň, Rusín) náležela ve středověku břevnovskému klášteru a ve zprávě z roku 1406 je zmiňována tamější tvrz a dvůr s trojím poplužím. V husitských dobách byla zabavena Pražany, kteří ji roku 1429 postoupili purkrabským statkům a v purkrabském majetku zůstala nepřetržitě do konce 18. století. V 19. století měl zdejší velkostatek výměru 400 ha. V roce 1900 byla Ruzyně s 1142 obyvateli (z toho 4 Němci) a cukrovarem vsí smíchovského okresu. V polovině třicátých let 20. století začala výstavba letiště, které bylo zprovozněno v dubnu 1937.
Do roku 1960 byla Ruzyně samostatnou obcí. K Praze byla Ruzyně s téměř 5700 obyvateli připojena 1. července 1960 současně s Čimicemi a současně se změnou šestnáctiobvodového členění Prahy na desetiobvodové. Ruzyně se tehdy stala součástí nového obvodu Praha 6 a v roce 1990 součástí městské části Praha 6.
V roce 1970 byly z důvodu rozšíření letiště Ruzyně k Praze připojeny okrajové části dosavadních katastrálních území Přední Kopanina, Kněžívka, Kněževes, Dobrovíz, Hostivice o celkové rozloze 6,96 km². Část těchto území byla připojena ke katastrálnímu území Ruzyně.
Na území Ruzyně se nachází Bílá hora, kde se 8. listopadu roku 1620 odehrála část bitvy na Bílé hoře.

## Území a významné objekty
V ruzyňském katastru se nachází velké mezinárodní Letiště Václava Havla Praha, dříve s názvem Mezinárodní letiště Praha-Ruzyně, díky němuž vešla Ruzyně do celostátního povědomí už před druhou světovou válkou.
Severně od centra Ruzyně prochází železniční trať 120 z Dejvic směrem na Kladno, vybudovaná společností Buštěhradské dráhy přibližně ve stopě bývalé lánské koněspřežky, nejstarší železnice na území dnešní Prahy. Na území Ruzyně má stanici Praha-Ruzyně.
Kubrův statek na Starém náměstí v Ruzyni náleží k nejstarším ruzyňským hospodářským usedlostem, je památkově chráněn od roku 1964.
U centra staré Ruzyně se nachází velký objekt vazební věznice. Významnou stavbou jsou i ruzyňská kasárna, kde byli internováni studenti zatčení gestapem a jednotkami SS v Praze v noci ze 16. na 17. listopadu 1939. Následně zde došlo i k popravě devíti představitelů studentských organizací. Ke kasárenskému komplexu přiléhá i vojenské gymnázium Jana Žižky. Západně od kasáren se nachází areál Národního centra zemědělského a potravinářského výzkumu.
V klínu Drnovské a Evropské ulice se nachází vilková čtvrť zvaná Dědina či Na Dědině. Jižně od ní bylo v 80. letech 20. století vystavěno nevelké panelové sídliště Na Dědině. Centrem sídliště je obchodní dům Delta, vedle něj stojí moderní základní škola. Mezi starou Ruzyní a sídlištěm Na Dědině se vedle kasáren rozkládá rozsáhlý skladový areál, užívaný zejména potravinářskými společnostmi a velkými obchodními domy, do nějž vede několik železničních vleček. V lokalitě Dlouhá míle při jihovýchodním okraji letiště se nacházejí převážně stavby související s letištěm, do této lokality je plánováno i vybudování velkého přestupního uzlu městské dopravy a postaveno zde bylo i obchodní centrum Šestka. Na severu Ruzyně, při hranici Nebušic a Přední Kopaniny v místech plánovaného větvení severní části Pražského okruhu od dálnice D7, se nachází osada Na Padesátníku.
K území patří též Přední Jiviny a Zadní Jiviny severně od Karlovarské silnice na jihu Ruzyně a retenční nádrž Jiviny, v níž se do Litovického potoka vlévá Řepský potok. Západně od nádrže se nachází skladový areál, který dříve patřil Uhelným skladům.
Zajímavostí je, že se v Ruzyni nachází jediný evangelický hřbitov na území Prahy a sice Ruzyňský toleranční hřbitov.
Roku 1922 plánovalo město Praha vybudovat v Ruzyni na Dlouhé míli jeden ze tří centrálních městských hřbitovů.
Ruzyně měla Kulturní dům s kinem v ulici Kralupská; zbořeno před rokem 2015.

### Věznice Ruzyně
Staré Ruzyni vévodí objekt Ruzyňské věznice – nepřehlédnutelný je vodojem (z doby, kdy byl objekt využíván jako cukrovar), který je nesprávně zaměňován za strážní věž. Věznice vznikla v roce 1935 přestavbou bývalého cukrovaru. V roce 1950 byla ve věznici dostavěna hlavní šestipodlažní budova, jíž byl dokončen komplex objektů kolem vězeňského dvora.
Ruzyňská věznice je známa, mimo jiné, i tím, že zde v dobách komunistické totality byly vězněny některé významné české osobnosti, např. Václav Havel a mnozí další disidenti a odpůrci dřívějšího režimu.

## Doprava
Kromě mezinárodního letiště prochází starou Ruzyní také železniční trať číslo 120 (takzvaná Buštěhradská dráha), vedoucí z Masarykova nádraží přes Dejvice, Hostivice a Kladno do Rakovníka. Železniční stanice Praha-Ruzyně se nachází mezi starým centrem Ruzyně a sídlištěm Na Dědině. Od roku 2023 prochází Ruzyní i tramvajová trať Divoká Šárka - Dědina, po které jezdí linky 20 a 26. Je prodloužením tratě na Evropské ulici a zajišťuje rychlou dopravu do centra zejména pro Sídliště Na Dědině a pro nové sousedství Dědina, které je stále ve výstavbě. Tramvajová trať má v nejbližší době překlenout pražský okruh a rozšířit se na zastávku Dlouhá míle u OC Šestka, kde má být přestup na vlaky buštěhradské dráhy a na autobus 191.
Též v roce 2023 byla trasa autobusu 119 ze zastávky metra A a stanice vlaku Nádraží Veleslavín na letiště provizorně nahrazena trolejbusem (linka 59), který zde bude fungovat pro zkapacitnění (ale třeba i zpříjemnění) dopravy na letiště, a to až do dostavění rychlodráhy na letiště.

### spojení
bráno zhruba ze zastávek Sídliště Na Dědině, Navigátorů a Nádraží Praha-Ruzyně
- Nádraží Veleslavín, přestup na metro A, 10 min, linky 20, 26, 59

- Petřiny, přestup na metro A, 10 min, linka 191

- Anděl, přestup na metro B, 40 min, linky 20 a 191

- Stodůlky, přestup na metro B, 20 min, linka 225

- Slánská, přestup na tramvaje 9 a 10, 10 min, linka 225

- Strossmayerovo náměstí, přestup na metro C, tramvaje a vlaky, 25 min, linka 26

- Praha hlavní nádraží, přestup na metro C, tramvaje a vlaky, 35 min, linka 26

- Praha Masarykovo nádraží, přestup na vlaky směr východ a tramvaje, 30 min, linka 26, dříve i vlakem, v budoucnu pravděpodobně také vlakem

- Kladno, 30 min, vlakem z nádraží Praha-Ruzyně
- Letiště Ruzyně, přestup na letadla, 10 min, linka 59

## Další fotografie

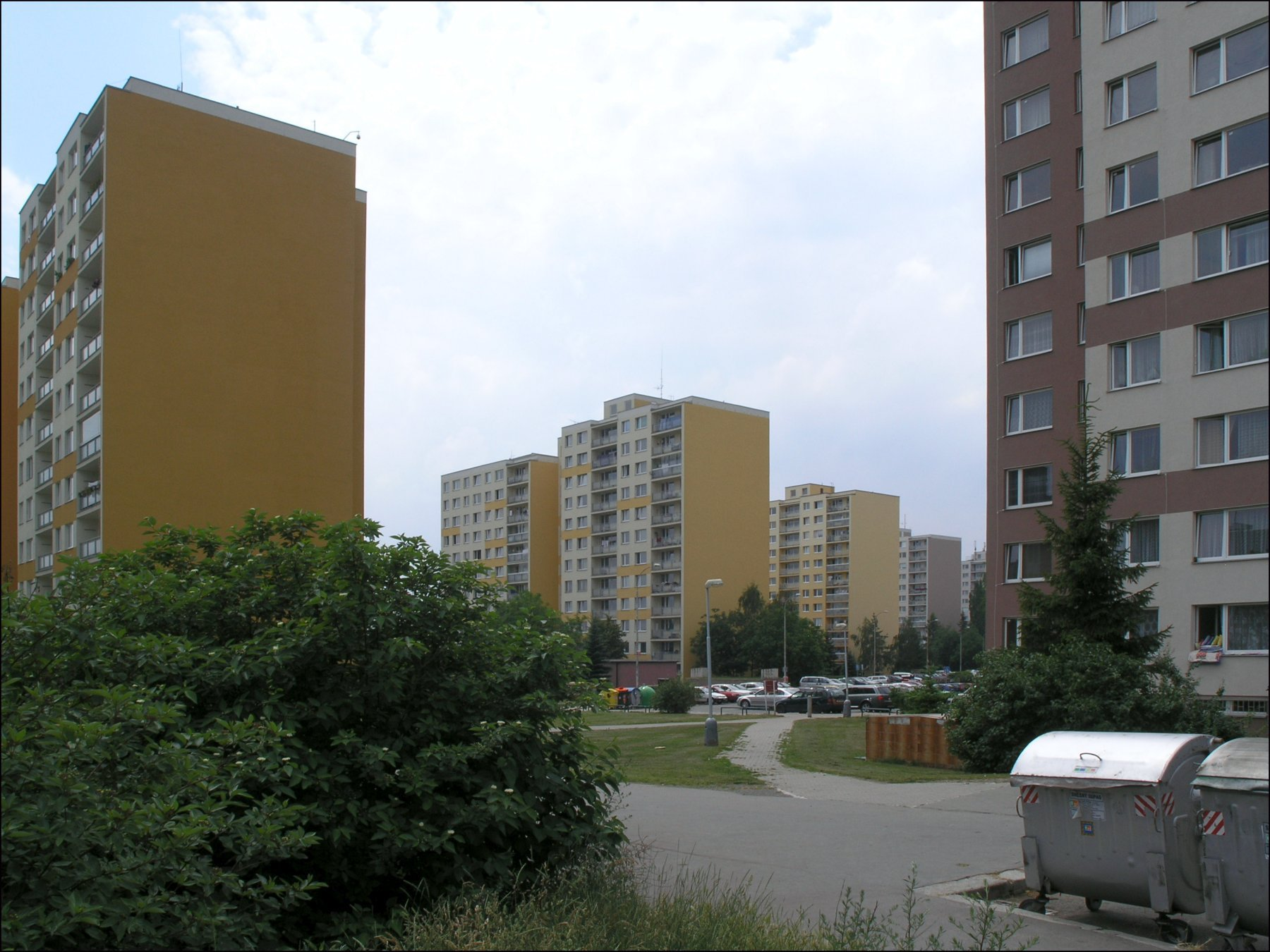
Sídliště Na Dědině
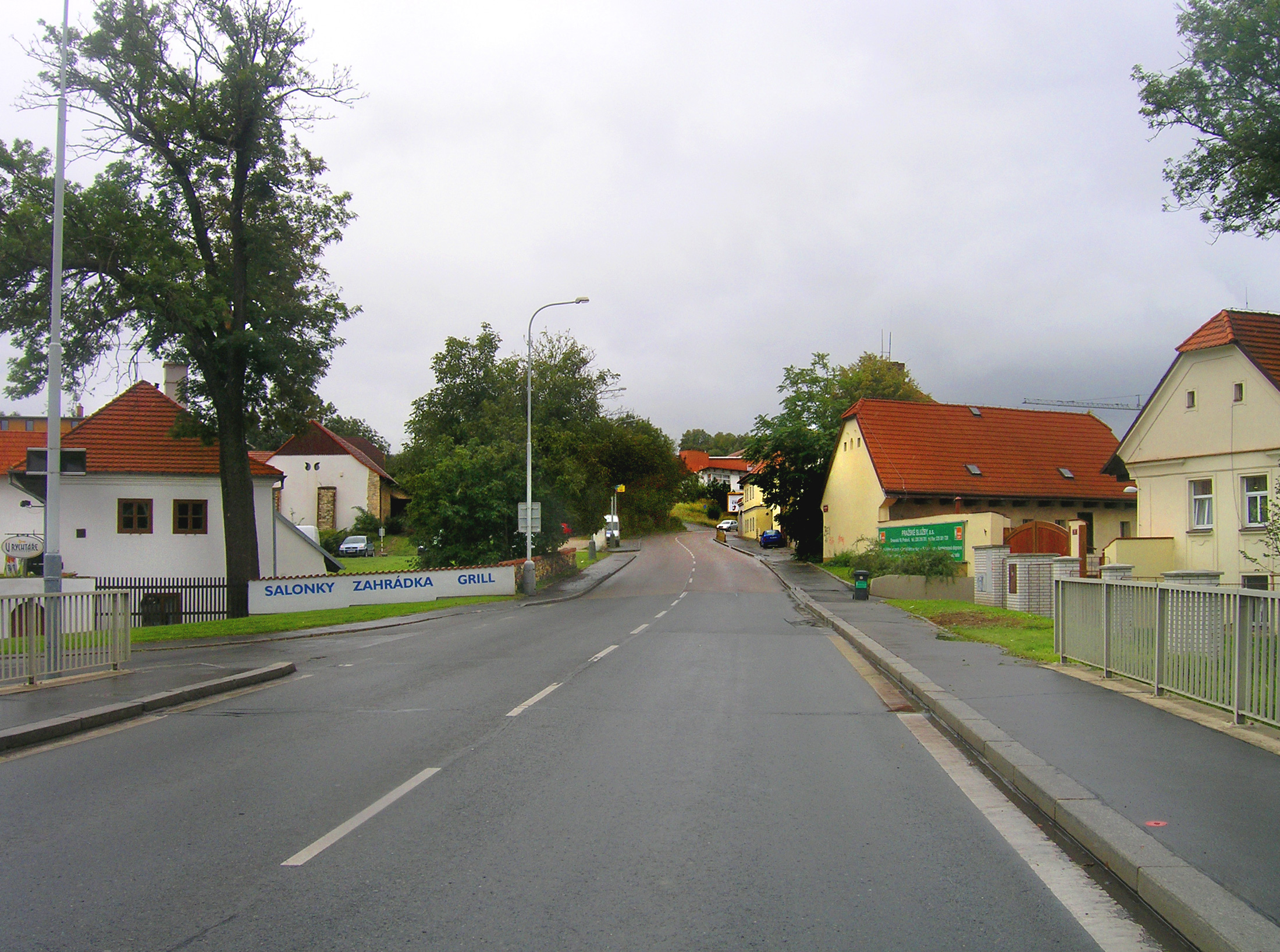
Staré náměstí ve staré Ruzyni
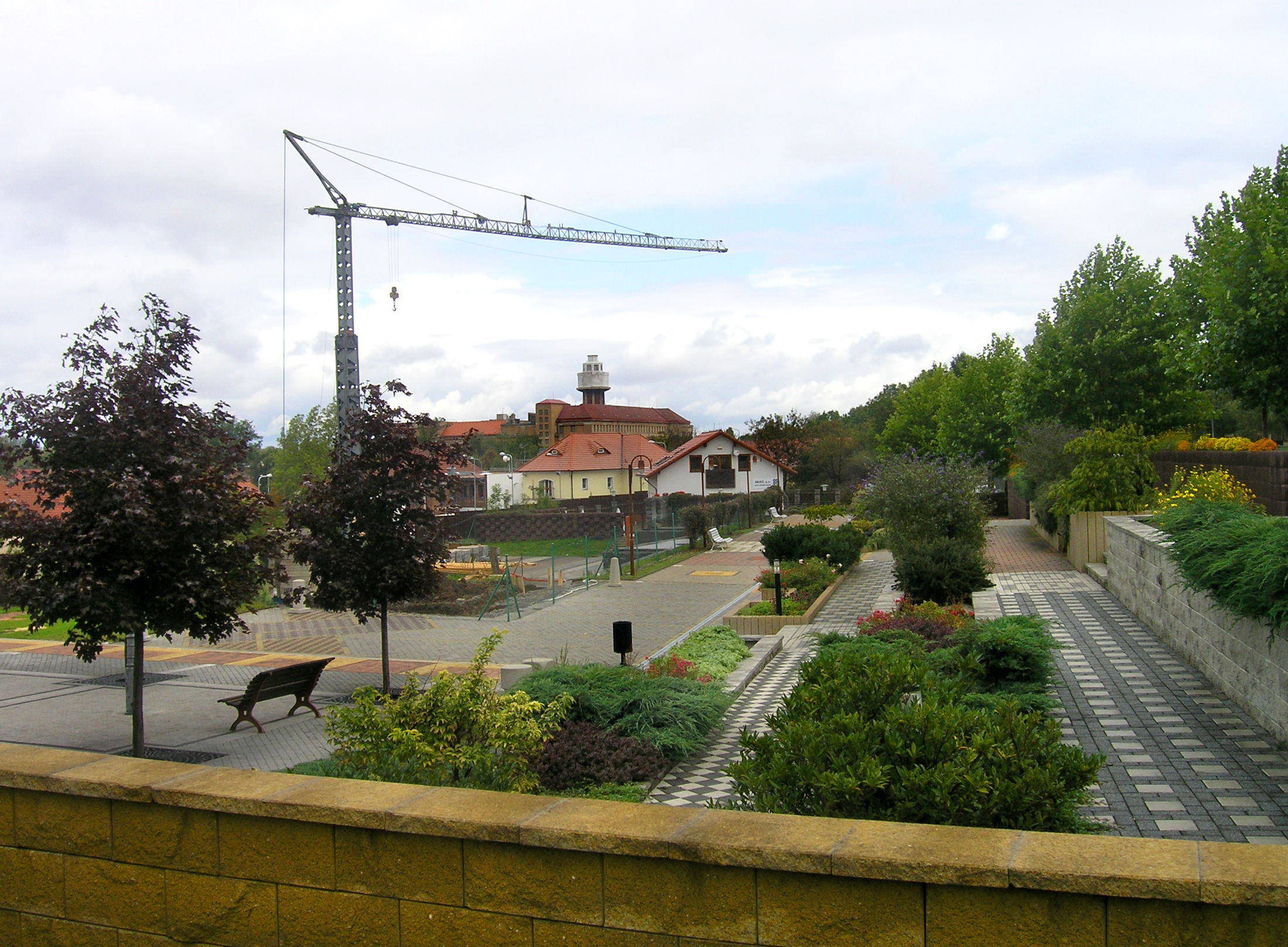
Arch Centrum s věží Ruzyňské věznice v pozadí